# نساء صغيرات (فلم)
نساء صغيرات (بالإنجليزية: Little Women) هو فيلم دراما تم إنتاجه في الولايات المتحدة وصدر في سنة 1949.

## بطولة
- إليزابيث تايلور

## الميزانية والإيرادات
بلغت تكلفة إنتاج الفيلم حوالي 2,776,000 دولار بينما حقق أرباحا تقدر بـ 5,910,000 دولار.

### ترشيحات وجوائز
| السنة | الحدث  | الفئة          | النتيجة  |
| ----- | ------ | -------------- | -------- |
|       | أوسكار | أفضل إنتاج فني | فـــــوز |

## وصلات خارجية
- مقالات تستعمل روابط فنية بلا صلة مع ويكي بيانات